# Type 1 Ho-Ha
Il Type 1 Ho-Ha è stato un semicingolato da trasporto truppe armato, progettato sulla base del Sd.Kfz. 250 tedesco e impiegato dall'Impero giapponese durante la seconda guerra mondiale.

## Storia

### Sviluppo
Disegni relativi a un simile mezzo iniziarono nel 1941, quando l'esercito imperiale richiese un veicolo multiruolo ma con buone capacità di trasporto truppe. Esso venne fornito in due versioni, una completamente cingolata (che sarebbe divenuta il Type 1 Ho-Ki) e una semicingolata, per la qual'ultima gli ingegneri nipponici si ispirarono largamente al Sd.Kfz. 250 tedesco.

### Produzione e impiego
Soltanto nel 1944 il Type 1 iniziò il ciclo produttivo vero e proprio, ma la situazione del Giappone era nettamente peggiorata: i materiali scarseggiavano e la priorità bellica era andata all'aviazione e alla marina, trascurando lo sviluppo di equipaggiamenti terrestri; inoltre cominciavano a farsi sentire le conseguenze dei bombardamenti aerei operati dagli Stati Uniti. Gli esemplari completati, di cui non si sa il numero preciso, furono per lo più inviati in Cina. Altri furono destinati alle Filippine, ma andarono quasi tutti perduti quando le navi sulle quali erano caricati affondarono per gli attacchi dei sommergibili statunitensi, perciò ben pochi poterono supportare le forze nipponiche nell'arcipelago.

## Caratteristiche
La struttura del veicolo era tipica di tutti i semicingolati del periodo: cabina di guida frontale e comparto trasporto posteriore e scoperto, aspetto che rendeva i 12 passeggeri ospitabili vulnerabili ai pericoli del campo di battaglia. Con corazze spesse al massimo 8 millimetri, non poteva ovviamente essere impiegato in combattimento; disponeva comunque di tre mitragliatrici Type 97, delle quali due fissate ai lati e dietro la cabina, e una sistemata nella parte posteriore del vano: quest'ultima poteva essere usata anche in funzione antiaerea, ma come le altre aveva un settore di tiro ridotto e non era impiegabile per 360º. Il sistema di locomozione era composto da due ruote anteriori dipendenti dallo sterzo e da un treno di rotolamento costituito da 4 ruote portanti, un singolo rullo reggicingolo e ruota motrice frontale. Come molti veicoli giapponesi, poteva essere dotato di un rimorchio con perno per trainare pezzi d'artiglieria.
Nonostante le eccellenti qualità e la mobilità mostrata su terreni accidentati, tipici della Cina nordorientale, i comandi non furono troppo entusiasti del nuovo mezzo, sommariamente armato. Una simile considerazione fece ritardare l'inizio di una produzione massiccia e solo un primo lotto di pochi esemplari fu fabbricato nel 1942 e inviato in Cina.